# Krister Bykvist
Krister Bykvist, född 1965, är en svensk filosof och professor i praktisk filosofi vid Stockholms universitet.
År 1999 disputerade Bykvist i praktisk filosofi vid Uppsala universitet med avhandlingen Changing Preferences: A Study in Preferentialism. Hans främsta forskningsintressen rör sig om ansvar för framtida generationer, konsekvensetikens grunder, moralisk osäkerhet och förhållandet mellan preferenser, värde och välfärd. Bykvist var tidigare anställd som tutorial fellow i filosofi vid Jesus College, Oxford, och lektor i filosofi vid Oxfords universitet. Dessförinnan var han temporary lecturer vid filosofiska institutionen, Cambridge universitet. Han har gästforskat vid filosofiska institutionen, Toronto universitet, Kanada, och vid Swedish Collegium for Advanced Study i Uppsala.
Utöver sin professur vid Stockholms universitet leder han projektet "Att värdera framtida liv" vid Institutet för Framtidsstudier.
Bykvist var handledare för effektiv altruism-grundaren William MacAskills doktorsavhandling om moralisk osäkerhet. 